# U-523
| U-523                      | U-523                                                                      | U-523                                                                      |
| -------------------------- | -------------------------------------------------------------------------- | -------------------------------------------------------------------------- |
|                            |                                                                            |                                                                            |
|                            |                                                                            |                                                                            |
|                            |                                                                            |                                                                            |
| Під прапором               | Третій рейх                                                                | Третій рейх                                                                |
| Спуск на воду              | 15 квітня 1942 року                                                        | 15 квітня 1942 року                                                        |
| Виведений зі складу флоту  | 25 серпня 1943 року                                                        | 25 серпня 1943 року                                                        |
| Сучасний статус            | затоплений                                                                 | затоплений                                                                 |
| Проєкт                     |                                                                            |                                                                            |
| Тип ПЧ                     | Дизельний підводний човен                                                  | Дизельний підводний човен                                                  |
| Основні характеристики     |                                                                            |                                                                            |
| Швидкість (надводна)       | 18,3 вузла                                                                 | 18,3 вузла                                                                 |
| Швидкість (підводна)       | 7,3 вузла                                                                  | 7,3 вузла                                                                  |
| Гранична глибина занурення | 230 м                                                                      | 230 м                                                                      |
| Екіпаж                     | 48 осіб                                                                    | 48 осіб                                                                    |
| Розміри                    |                                                                            |                                                                            |
| Довжина найбільша (по КВЛ) | 76,8 м                                                                     | 76,8 м                                                                     |
| Ширина корпусу найб.       | 6,8 м                                                                      | 6,8 м                                                                      |
| Висота                     | 9,6 м                                                                      | 9,6 м                                                                      |
| Середня осадка (по КВЛ)    | 4,7 м                                                                      | 4,7 м                                                                      |
| Водотоннажність надводна   | 1120 т                                                                     | 1120 т                                                                     |
| Озброєння                  |                                                                            |                                                                            |
| Артилерія                  | 1 × 88-мм палубна гармата SK C/32                                          | 1 × 88-мм палубна гармата SK C/32                                          |
| Торпедно- мінне озброєння  | 4 носових і два кормових ТА. 22 торпеди або 44 міни TMA чи 66 TMB          | 4 носових і два кормових ТА. 22 торпеди або 44 міни TMA чи 66 TMB          |
| ППО                        | 1 × 37-мм зенітна гармата SKC/30 2 (1 × 2) × 20-мм зенітні гармати FlaK 30 | 1 × 37-мм зенітна гармата SKC/30 2 (1 × 2) × 20-мм зенітні гармати FlaK 30 |

U-523 — німецький підводний човен типу IXC, часів  Другої світової війни.
Замовлення на будівництво човна було віддане 14 лютого 1940 року. Човен заклали на верфі «Deutsche Werft AG» у Гамбурзі 4 серпня 1941 року під заводським номером 338, спущений на воду 15 квітня 1942 року, 25 червня 1942 року увійшов до складу 4-ї флотилії. Також за час служби перебував у складі 10-ї флотилії. Єдиним командиром човна був капітан-лейтенант Вернер Піч.
За час служби човен зробив 4 бойових походи, в яких потопив 1 судно.
25 серпня 1943 року потоплений у Північній Атлантиці західніше Віго (42°03′ пн. ш. 18°02′ зх. д. / 42.050° пн. ш. 18.033° зх. д.) глибинними бомбами британських есмінця «Вондерер» і корвета «Воллфлавер». 17 членів екіпажу загинули, 37 врятовані.

## Потоплені та пошкоджені кораблі[3]
| Назва             | Тип            | Належність | Дата            | Тоннаж (БРТ) | Вантаж                                                                                              | Статус    | Місце                                                       |
| Mathew Luckenbach | вантажне судно | США        | 19 березня 1943 | 5 848        | 8 360 т генеральних вантажів, включно з сталлю, зерном, амуніцією, поштою та вантажівками на палубі | потоплено | 54°23′ пн. ш. 23°34′ зх. д. / 54.383° пн. ш. 23.567° зх. д. |